# Robert Hogg (biolog)
Robert Hogg, född 1818, död den 4 april 1897 i London, var en skotsk pomolog. Auktorsnamnet R.Hogg kan användas för Robert Hogg (biolog) i samband med ett vetenskapligt namn inom botaniken; se Wikipediaartiklar som länkar till auktorsnamnet.
Hogg stiftade 1854 jämte Thomas Rivers Brittiska pomologiska sällskapet, var 1866 generalsekreterare vid den internationella trädgårdsutställningen i South Kensington och 1869 en av den brittiska regeringens kommissarier vid trädgårdsutställningen i Sankt Petersburg. Tillsammans med George William Johnson utgav han "Journal of horticulture". 
Bland Hoggs större arbeten förtjänar att nämnas British pomology (1851), Apple, its history and its varieties (2:a upplagan 1852), The dahlia, its history and cultivation (1853), The fruit manual (1860; 5:e upplagan 1884) och den årligen (sedan 1860) 
utkommande "The gardener's yearbook".